# Casper's Griezelschool (animatieserie)
Casper's Griezelschool (originele titel Casper's Scare School) is een Frans/Amerikaanse computeranimatieserie over Casper het vriendelijke spookje. De serie is gebaseerd op de in 2006 verschenen gelijknamige film. De serie telt 2 seizoenen van ieder 26 afleveringen.
De serie begon op 11 januari 2009 in Canada op YTV met aanvankelijk 1 seizoen. In 2012 kreeg de serie er een tweede seizoen bij. In Nederland en Vlaanderen wordt de serie in Nederlandstalige versie uitgezonden op Disney Channel, Disney XD en Ketnet, hoewel in Nederland tot op heden alleen seizoen 1 nog uitgezonden is.

## Plot
De serie bouwt verder op de film. Casper, Ra en Mantha zitten nog altijd op de griezelschool. Casper wil nog altijd helemaal geen eng spook zijn, tot ongenoegen van het schoolhoofd Alder en Dash.

## Personages

### Hoofdpersonages
- Casper het vriendelijke spookje: een spook dat niemand wil bangmaken. Hij gaat naar de Griezelschool om te leren hoe hij een eng spookje moet zijn, maar zijn persoonlijkheid botst sterk met die van de andere studenten. Dit maakt hem meestal tot een buitenbeentje. Iedereen die les geeft op de Griezelschool heeft zijn handen vol aan Casper. Maar hij maakt wel 3 nieuwe vrienden: Mantha, Ra en Wolfie. Die ook niemand bang willen maken. Samen zetten ze de Griezelschool op z'n kop.
- Mantha: een slimme zombie. Zij is vrienden met Casper en Ra. Ze wil kostte wat het kost bewijzen dat zombies ook eng kunnen zijn, daar deze geen hoge reputatie hebben in de onderwereld. Haar armen kunnen loslaten van haar lichaam en zelfstandig bewegen.
- Ra: een 2500 jaar oude mummie van koninklijke afkomst, en de andere vriend van Casper en Mantha. Ra is een vriendelijke mummie. Hij houdt ervan om in het middelpunt van de aandacht te staan.
- Jimmy Bradley: een jongetje en de enige mens die niet bang is voor Casper. Hij woont met zijn vader in het plaatse Daadstad. Casper, Mantha en Ra zoeken hem regelmatig in het geheim op.
- Thatch: een vampier en een van de pestkoppen op de Griezelschool. Hij is de vijand van Casper, Mantha en Ra. Thatch haat mensen, is egoïstisch en wreed, en verklikt alle dingen die Casper en zijn maatjes doen. Omdat hij een vampier is kan hij zichzelf veranderen in een vleermuis. Maar anders dan andere vampieren lijkt hij geen last te hebben van zonlicht.
- Alder & Dash: een tweekoppig monster, die samen de Griezelschool runnen. Hoewel ze een lichaam delen, hebben beide hoofden duidelijk een eigen persoonlijkheid. Ze haten mensen en het feit dat Casper wel goed met ze kan opschieten. Ze grijpen elke situatie aan om de studenten strafwerk te geven. Vroeger waren ze wel vriendelijk. Alder hield van Gogeltrucs en Dash hield zo van muziek. Door hun vijand Kibosh zijn ze zo eng geworden. Soms ruziën ze weleens met elkaar. Ze zijn ook wel dom.
- Wolfie: een verlegen en nieuwsgierige weerwolf. Hij staat meestal op goede voet met Casper, Mantha en Ra, maar er zijn uitzonderingen. Bij volle maan verandert hij in een wild beest.
- Kibosh: een groen spook die blijkbaar de leider is in de onderwereld. Hij is de rivaal van Alder en Dash. Ook is hij de baas van alle spoken.
- Meneer Brandwacht: een draak die scheikundeles geeft op de Griezelschool.
- Frankensteinleeraar: het beroemde monster van Frankenstein. Hij geeft gym op de Griezelschool.

### Bijpersonages
- Moskop: de beste vriend van Thatch en een van de andere pestkoppen op de Griezelschool. Hij is een eng jochie zonder hersens. Het is niet bekend wat voor monster hij is, maar hij lijkt een of ander moeraswezen te zijn.
- Cappy: de kapitein van het vliegende piratenschip waarmee de leerlingen van de Griezelschool heen en weer reizen tussen de onderwereld en Daadstad.Hij is blind doordat hij ooglapjes op heeft aan beide ogen
- Glibber is ook een pestkop op de Griezelschool en een vriend van Thatch. Hij is ook een Frankensteinfiguur.
- Harpy: een harpij. Ze doet soms mee met Thatch en zijn vrienden.
- Fatso, Stinky & Stretch: Caspers drie ooms die in een oud huis in Daadstad wonen. Ze zaten vroeger ook op de griezelschool, maar werden hier vroegtijdig afgestuurd omdat ze klieren waren. Ze vinden het jammer dat Casper een aardig spook is, daar ze zelf de mensen wel willen bang maken. Vroeger waren ze niet zo vriendelijk tegen Casper als nu.
- Norman: een jongen van Jimmy’s school, en een grote pestkop.
- Mickey & Monaco: twee wandelende skeletten. Ze zijn "stereotype" meisjes die zich voornamelijk met uiterlijk en onderonsjes bezighouden. De meisjes zijn altijd samen.
- Quasi: een soort zombie. Hij is behalve leerling ook klusjesman op de school. Zijn naam en uiterlijk zijn sterk gebaseerd op het personage Quasimodo uit de Klokkenluider van de Notre Dame.
- Vliegbink: een humanoïde wezen met het hoofd en de vleugels van een vlieg. Hij kan niet praten, maar communiceert met zoemgeluiden. Hij wordt weleens gepest door Thatch. Maar als Thatch hem pest, maakt hij hem ergens aan vast.

## Cast (Nederlands/Vlaams)
- Casper - Sander Pieterse
- Mantha - Robin Virginie
- Ra - Maikel Nieuwenhuis
- Jimmy - ?
- Thatch - Maarten Smeele
- Alder - Reinder van der Naalt
- Dash - ?
- Kibosh - Louis van Beek
- Mr. Brandwacht - ?
- Frankensteinleraar - ?
- Moskop - ?
- Cappy - ?
- Glibber - ?
- Harpy - ?
- Wolfie - ?
- Fatso - Marcel Jonker
- Stinky - Reinder van der Naalt
- Stretch - ?
- Norman - ?
- Mickey - ?
- Monaco - Maja Van Honsté
- Quasi - Kevin van den Berg
- Vliegbink - ?

## Casper's Griezelschool op tv
- Frankrijk - TF1 (TFou)
- Verenigde Staten - Cartoon Network
- Canada - YTV
- Nederland - Disney XD, Disney Channel
- België - Disney Channel
- Portugal - Disney Channel, Disney Cinemagic
- Polen - Cartoon Network
- Italië - Cartoon Network
- Groot-Brittannië - Boomerang

## Afleveringen

### Seizoen 1
De serie telt 1 seizoen van 26 afleveringen. De meeste afleveringen zijn opgesplitst in 2 verhalen. Enige uitzondering is het tweeluik “Power Outage”.
1. Fang Decay/Scare Day
2. Disarmed And Dangerous/ Frankenleftovers
3. Bully For You/ The Ra-Minator
4. Weekend At Bunny's/ Grimly Day
5. Accidental Hero/ Rich Kid Ra
6. Dragon Quest/ Opposite Day
7. Scare Scouts/ Boo!
8. Abra-Ca-Deedstown/ Shrinky Dust
9. Bands On The Run/ Vote for Casper
10. Permission Impossible/What Possesed You?
11. Merry Scary Christmas/Time Waits for No Ghost
12. Ghost Bust a Move/My Fair Harpy
13. Fleshed Out/Messy Business at the Manor
14. Paramedic Paranormal/Back to Ghoul
15. 2,500 Candles for Ra/It's a Mad, Mad,Mad Underworld
16. Curse of the Sandwich/A Real Little Monster
17. Curse of the Sarchopogas/Wiz Kid Ra
18. Dimention Demended/The Taming of the Glouch
19. Ring My Bell/First Mate Caspar
20. Power Outage Part 1 & 2
21. Power Outage Part 3 & 4
22. Ghost in the Gallary/Wart on the Nose
23. Revenge of the Creature Catcher/Slugby
24. You Oughta Be In Pictures/Crypt Critters
25. The Reflesherator/Master Blister
26. Casper the Match Maker/Jimmy Bradley: Creature Catcher

### Seizoen 2
1. Monster Movie/Quacky Duck
2. Dopple Gangers/Totally Bats!
3. Cappy's Mail Order Eyes/Pumpkinpal
4. The Day the Professor Croaked/The Bellyache Mystery
5. The Potent Brew/Goodbye Jimmy
6. Poltergeist Assignment/Little Dragon
7. Haunting Smell/The Manor Has Disappeared
8. Thatch My Idol/Monster Catcher
9. Home Alone/I'm Not a Hero
10. Dream Team/Curse of the Ring
11. Cheese/Casper's New Friend
12. Sweet Dreams/Typewriter from Hell
13. Mad-Dog McSneer/Our Boy Wolfie
14. Ghost Writer/Ghost Magnet
15. Invasion of the Bog Monsters/Now You See Me Now You Don't
16. Love Potion/Stage Fright
17. Substitute Gargoyle/Ship in a Bottle
18. Jack Out of the Box/Casper Meets Super Choc
19. Frankengymteacher's Monster/Radio Blodge
20. Davey Jone's Locker/Save Graham
21. Black Cat/Jimmy the Ghost
22. Woodward's Day Out/Calc the Cameleon
23. Fearless Freddie/Triclops Mistress of Dark
24. The Great Screamboard Disgrace/Jimmy's Truck Call
25. To Catch a Monster/No Bones About
26. Last Dance/Mummy's Boy